# ایتور ارگی
ایتور ارگی (انگلیسی: Aitor Arregi؛ زادهٔ ۱۹ مهٔ ۱۹۹۰) بازیکن فوتبال اهل اسپانیا است.
از باشگاه‌هایی که در آن بازی کرده‌است می‌توان به باشگاه فوتبال کادیس و باشگاه فوتبال ایبار اشاره کرد.